# Genuine (film)
Genuine este un film de groază german din 1920, regizat de Rober Wiene și produs de Erich Pommer. Rolurile principale sunt interpretate de actorii Fem Andra, Hans Twardowski și Albert Bennefeld.
Personajul omonim al filmului, Genuine, nu este de fapt un vampir, ci mai degrabă o „vampă” (succubus) care își folosește puterile de seducție pentru a-i chinui și controla pe bărbații care o iubesc.
Decorul filmului a fost proiectat în spiritul expresionismului de către artistul César Klein.
Filmul este disponibil online pe YouTube.

## Prezentare
De când a terminat un portret al lui Genuine, o mare preoteasă, Percy devine iritabil și retras. Își pierde interesul pentru pictură și refuză să-și vadă prietenii, preferând să-și petreacă timpul singur cu portretul din biroul său. După ce a refuzat oferta unui patron bogat de a cumpăra poza, Percy adoarme în timp ce citește povești din viața lui Genuine. Genuine prinde viață, iese din pictură și evadează.
Genuine este cumpărată de la o piață de sclavi de un bătrân excentric pe nume Lord Melo. El află că ea fusese vândută ca sclavă când oamenii ei au fost cuceriți de un trib rival. Melo o încuie într-o cameră opulentă de sub casa lui, deși ea imploră să fie eliberată.
Guyard, bărbierul, îl vizitează pe Lord Melo în fiecare zi la prânz, deși astăzi îl trimite pe tânărul său nepot Florian în locul lui. Între timp, Genuine iese din închisoarea ei subterană, urcă scara imensă pentru a-l găsi pe Florian bărbierindu-l pe Lordul Melo adormit. Ea îl vrăjește să-i taie gâtul lui Melo cu un brici ascuțit. Florian cade sub vraja lui Genuine, dar când ea îi cere să-și demonstreze dragostea pentru ea luându-și propria viață, el nu poate merge până la capăt și este forțat s-o ajute să scape.
Nepotul lui Melo, Percy, sosește în casă. Și el devine îndrăgostit de Genuine, uitând rapid toate întrebările pe care le-a avut despre moartea subită a bunicului său. Deși și Genuine îl iubește pe Percy, dragostea lor este destinată să fie de scurtă durată. Guyard, stârnit de poveștile lui Florian despre crimă și vrăjitorie, înarmează o mulțime de oameni cu coase și furci și atacă furtunos casa lui Melo. Slujitorul stă în calea lor și este ucis de gloata furioasă. Când bărbații îi găsesc în cele din urmă pe soția și nepotul frizerului, tragedia s-a întâmplat deja: Florian a ucis-o pe Genuine cu mâna sa și se prăbușește lângă trupul ei.
În acest moment, pictorul lui Genuine din povestea cadru se trezește din coșmarul său. Plin de groază, acum vrea să distrugă pictura lui Genuine, dar este împiedicat să facă acest lucru de către prietenii săi, care intră în studio în acest moment și îl conving să vândă pictura clientului care a venit cu ei. De data aceasta pictorul este de acord. Cumpărătorul picturii este Lord Melo, proprietarul lui Genuine din vis.

## Distribuție
- Fern Andra - Genuine
- Hans Heinrich von Twardowski - Florian
- Ernst Gronau - Lord Melo
- Harald Paulsen - Percy Melo
- Albert Bennefeld - Curzon
- John Gottowt - Guyard
- Louis Brody - The Malay